# Школа изящных искусств. Пейзаж с можжевельником
«Школа изящных искусств. Пейзаж с можжевельником» — советский короткометражный мультипликационный фильм, снятый Андреем Хржановским в 1987 году. Над мультфильмом работал потомок Юло Соостера — Тенно-Пент Соостер. В 1990 году вышло продолжение — «Школа изящных искусств. Возвращение», а позже обе части были смонтированы в полнометражный фильм «Школа изящных искусств». Стихи и прозу читают Сергей Юрский, Алла Демидова и Эдуард Назаров. О художнике рассказывают Илья Кабаков, Тенно-Пент Соостер и М. Калле.

## Сюжет
О трагической судьбе эстонского художника Юло Соостера и о его творчестве.

## Создатели
| сценарий                                    | Андрея Хржановского |
| кинорежиссёры                               | Андрей Хржановский, Валерий Угаров |
| музыка                                      | Альфред Шнитке |
| художник-постановщик                        | Валерий Угаров |
| при участии                                 | Ильи Кабакова |
| кинооператор                                | Кабул Расулов |
| звукооператор                               | Владимир Кутузов |
| стихи и прозу                               | Анной Ахматовой, Юрия Герчука, Николая Заболоцкого, Осипа Мандельштама, Владимира Набокова, Бориса Пастернака, Геннадия Шпаликова |
| читают                                      | Алла Демидова, Сергей Юрский, Эдуард Назаров |
| над фильмом работали:                       | Тенно-Пент Соостер, М. Александрова, Юрий Норштейн, Елена Малашенкова, Андрей Игнатенко, Ольга Новосёлова, Анатолий Абаренов, Анна Вронская, Любовь Горелова, Георгий Дорн, К. Ершова, Арво Ихо, Т. Колосова, Людмила Крутовская, В. Пономарёва, Н. Саратова, Илья Фрэз-младший, Т. Холостова, Евгения Цанёва |
| и ансамбль народной музыки под руководством | Дмитрия Покровского |
| о художнике рассказывают:                   | Илья Кабаков, Тенно-Пент Соостер, М. Калле |
| в фильме использована музыка                | Вельо Тормиса |
| и песня                                     | Владимира Высоцкого |
| монтажёры                                   | Любовь Георгиева, Маргарита Михеева |
| редактор                                    | Раиса Фричинская |
| директор съёмочной группы                   | Р. Соколова |

## О мультфильме
В фильме Школа изящных искусств симфоническая музыка Шнитке мирно уживается с гитарными переборами Высоцкого, а лекция Лотмана — с клоунадой Полунина… То, что «не соединилось» бы в ином фильме, соседствует здесь легко и весело, как атрибуты мастерской художника, создающие обаятельный мир артистичного «беспорядка». Шуршит и потрескивает магнитофонная пленка, с которой Окуджава поет про любовь незадачливого Ваньки Морозова, шалят и щебечут беззаботные натурщицы, собираются шумные застолья единомышленников, под взрывы хохота рассказывается «политический» анекдот. Глина словно сама скручивается в затейливые спирали, и певуче изгибаются линии на холстах, вторя очертаниям гибких тел подруг.— Ковалов О.[Андрей Хржановский] // Новейшая история отечественного кино. 1986-2000. Кино и контекст. Т. 3. СПб, 2001 

Сделанные в конце восьмидесятых фильмы Хржановского по рисункам и живописи своего умершего товарища Юло Соостера, снова были неожиданны для отечественной анимации. Дело в том, что знаменитый эстонец Соостер (один из главных героев московского нонконформистского искусства, разгромленный Хрущёвым на знаменитой Манежной выставке и зарабатывавший вместе с Ильёй Кабаковым рисунками в научно-популярных журналах) — тяготел к сюрреализму. И фильм Хржановского, соединивший живопись и графику Соостера с документами и натурными съёмками, естественно последовал за причудливой фантазией художника.— Дина Годер Русская анимация: продолжение следует

## Стихи и музыка
В фильме были использованы стихи Пастернака, Ахматовой, Мандельштама, Заболоцкого, Шпаликова, а также прозвучала песня Высоцкого «Банька по-белому».

## Награда
- 1996 — Международный Фестиваль фильмов о правах человека «Сталкер» в Москве — Приз жюри «За высочайший артистизм в показе трудной судьбы художника» (Андрей Хржановский).[2]